# Logan Lerman
Logan Wade Lerman (Beverly Hills, Califòrnia, 19 de gener de 1992) és un actor estatunidenc. Comença la seva carrera d'actor el 2000 a la pel·lícula What Women Want al costat de Helen Hunt i de Mel Gibson, però sobretot és coneguda el febrer del 2010 en l'estrena de  Percy Jackson & the Olympians: The Lightning Thief , pel·lícula extreta de la sèrie de llibres de Rick Riordan, on encarna el personatge principal Percy Jackson.

## Vida i carrera
Lerman va néixer a Beverly Hills, Califòrnia. Els seus pares són tots dos jueus (els seus avantpassats eren immigrants jueus de Polònia, Rússia i Lituània). Comença la seva carrera als 2 anys fent una aparició en un anunci. El 2000, l'actor obté el seu primer paper en el cinema encarnant William Martin, el fill de Mel Gibson a  The Patriot . El mateix any, fa una aparició a la pel·lícula  What Women Want , una comèdia sempre amb Mel Gibson. L'any següent se’l pot veure a Els nois de la meva vida on fa el paper de Jason amb 8 anys i més tard a la pel·lícula de suspens  The Butterfly Effect  on encarna Evan Treborn al costat d'Ashton Kutcher.

## Filmografia
| Cinema    | Cinema                                                              | Cinema                    |
| Any       | Pel·lícula                                                          | Paper                     |
| --------- | ------------------------------------------------------------------- | ------------------------- |
| 2000      | What Women Want                                                     | Nick Marshall (de jove)   |
| 2000      | El patriota (The Patriot)                                           | William Martin            |
| 2000      | Els nois de la meva vida (Riding in Cars with Boys)                 | Jason, edat 8 anys        |
| 2004      | The Butterfly Effect                                                | Evan Treborn, edat 7 anys |
| 2006      | Hoot                                                                | Roy Eberhardt             |
| 2007      | El número 23 (The Number 23)                                        | Robin Sparrow             |
| 2007      | El tren de les 3:10 (3:10 to Yuma)                                  | William Evans             |
| 2008      | Bill (Meet Bill)                                                    | "The Kid"                 |
| 2009      | El jugador (Gamer)                                                  | Simon Silverton           |
| 2009      | My One and Only                                                     | George Hamilton (15 anys) |
| 2010      | Percy Jackson & the Olympians: The Lightning Thief                  | Percy Jackson             |
| 2011      | Els tres mosqueters (The Three Musketeers)                          | D'Artagnan                |
| 2012      | Els avantatges de ser un marginat (The Perks of Being a Wallflower) | Charlie Kelmeckies        |
| 2013      | Stuck in Love                                                       | Lou                       |
| 2013      | Percy Jackson: Sea of Monsters                                      | Percy Jackson             |
| 2020      | Hunters                                                             | Jonah                     |
| Televisió |                                                                     |                           |
| Any       | Títol                                                               | Paper                     |
| 2003      | A Painted House                                                     | Luke Chandler             |
| 2003      | 10-8: Officers on Duty                                              | Bobby Justo               |
| 2003      | The Flannerys                                                       |                           |
| 2004-2005 | Jack & Bobby                                                        | Robert McCallister        |
| 2020      | The hunters                                                         | Jonah miller              |